# Zahorb, Velîkîi Bereznîi
Zahorb (în ucraineană Загорб, în română Hotaru Muntelui, în maghiară Határhegy) este localitatea de reședință a comunei Zahorb din raionul Velîkîi Bereznîi, regiunea Transcarpatia, Ucraina.

## Demografie
Componența lingvistică a localității Zahorb
     Ucraineană (100%)
Conform recensământului din 2001, toată populația localității Zahorb era vorbitoare de ucraineană (100%).